# 老王同學會
《老王同學會》是2009年的一部台灣電視劇，故事講述50歲的電台知名主持人老王和他的三位老朋友所面臨的問題。此劇是中國電視公司（中視）與三立電視首次合作的電視劇，版權歸三立電視持有。
2009年3月6日，中視與三立電視合辦《老王同學會》簽約媒體茶會，中視總經理饒聖雄、三立電視總經理張榮華與該劇製作人王偉忠共同在象徵物《三年中班同學錄》上簽名。

## 播出情形
以下時間以當地時間（台灣時間）為準

### 首播
- 中視無線台於2009年3月16日起，每週一至四20:00播出。
- 三立都會台於2009年3月22日起，每週日20:00播出。

### 重播
- 中視無線台於2009年3月16日起，每週一至四23:00播出。
- 中視無線台於2009年3月17日起，每週二至五13:00播出。
- 三立都會台於2009年9月10日起，每週一至四20:00播出。
- 三立都會台於2009年9月11日起，每週一至四13:00播出。

### 播映權問題
依據〈中國電視公司觀眾意見反映處理情形公告：98年1月—3月〉，由於《老王同學會》的版權持有者為三立電視，中視已向三立電視購買該劇「無線台播映權」，故能在中視無線台播映該劇；而中華電信MOD收視戶必須請求中華電信向三立電視購買該劇「網路播映權」，才可以在中視無線台收看該劇。中華電信及其頻道商台灣互動電視公司始終未購買該劇播映權，故中華電信MOD收視戶無法在中視無線台收看該劇。

## 故事大綱
由著名的王偉忠製作，這齣黑色喜劇圍繞著老王的同學們，包含膽怯的老王、傻氣的老林、心態年輕的老范與過世的老許。故事開始於老王某日祭拜老許時，遇到他的鬼魂......

## 人物介紹

### 主要演員
| 角色及角色年齡 | 演員   | 介 紹                                                                                     |
| 王偉大 50歲    | 屈中恆 | 老王 青春之聲電台午間熱門節目主持人。 青春之聲電台節目部企劃主管。而且不是媽媽親生的。    |
| 張菁菁 48歲    | 張鳳書 | 菁菁 王偉大(老王)的老婆。 目前在家兼職內衣設計師。                                        |
| 王言璧 24歲    | 陳漢典 | 言璧、默罕莫德 王偉大(老王)的大兒子。 目前是阿拉伯語學系大六學生.親生爸爸是和尚而非老王。 |
| 王言希 14歲    | 黃安琪 | 言希 王偉大(老王)的小女兒。 目前是國二生。                                                |
| 王林涼 75歲    | 林美秀 | 王媽、阿涼 王偉大(老王)的母親。 慈善團體志工。                                            |
| 王曉娟 35歲    | 林孟瑾 | 曉娟 王偉大(老王)的妹妹。 目前是模特兒經紀公司秀導。                                      |
| 徐尚祐 50歲    | 黃品源 | 和尚 王偉大(老王)的死黨。 曾經是美國房地產仲介商。 現在是心願未了的鬼魂。                 |
| 林譽德 50歲    | 那維勳 | 譽德 王偉大(老王)的死黨。 目前是家醫科醫生。 林譽德和范偉恩是死對頭。                     |
| 方新慧 48歲    | 戈偉如 | 新慧 林譽德的太太。 醫生娘。                                                              |
| 林志聰 21歲    | 阿怪   | 志聰 林譽德的大兒子。 目前是醫學系學生。                                                  |
| 林志強 17歲    | 胡桓瑋 | 志強 林譽德的小兒子。 目前是高二生。                                                      |
| 范偉恩 50歲    | 庹宗康 | 偉恩、Wind 王偉大(老王)的死黨。 目前是廣告公司業務部副總。                                |
| 范正媚 23歲    | 陳靖婕 | 正媚、妹妹 范偉恩的大女兒。 目前在王偉大(老王)的電台當助理。                              |
| 范正婰 16歲    | 李盈瑩 | 正婰 范偉恩的小女兒。 目前是高二生。                                                      |

### 其他演員
| 角色     | 演員           | 介 紹                                                                         |
| 陳媽媽   | 暫無資料       | 陳媽、阿雀 王林涼的鄰居兼好友。                                               |
| 薇妮     | 王思佳         | 薇妮 范正媚的同學。                                                           |
| 潘玲玲   | 劉美鈺         | 潘玲玲女士 范偉恩的前妻。 范正媚和范正婰的媽媽。                              |
| Peter    | 劉以豪         | Peter 范正媚想要提出分手卻又不知道該怎麼處理的男友。                          |
| 電台經理 | 九孔           | 經理 老王電台裡的經理。                                                       |
| Eric     | 湯志偉         | Eric 黛安瑪麗內衣設計公司總經理。 菁菁的上司。                                |
| Amy      | 顏嘉樂         | Amy Eric的老婆。                                                              |
| 劉嘉芬   | 梁家榕         | 嘉芬 林譽德的前女友。                                                         |
| 王唯中   | 黃國倫         | 唯中、唯中哥 節目製作人。                                                     |
| Daniel   | 張兆志         | Daniel 曉娟的老闆。                                                           |
| Vicky    | 暫無資料       | Vicky 暫無資料。                                                              |
| 喬治     | 暫無資料       | 喬治、George Daniel找來的新秀導。                                             |
| 小東     | 阿言（葉治言） | 小東 和志強一起組亂叫樂團的團員。 志強在夏令營認識的朋友。 功課好又會玩BAND。 |

## 片頭曲、片尾曲、插曲
| 歌名       | 主唱   | 類別   |
| 戀曲1980   | 羅大佑 | 片頭曲 |
| 老王同學會 | 袁惟仁 | 片尾曲 |
| 愛你一萬年 | 伍佰   | 插曲   |

## 收視率

### 中視首播收視率
| 播映日期               | 週數 | 平均收視率 | 排名 | 集數  |
| ---------------------- | ---- | ---------- | ---- | ----- |
| 2009年3月16日－3月19日 | 1    | 2.21       | 3    | 01-04 |
| 2009年3月23日－3月26日 | 2    | 2.25       | 3    | 05-08 |
| 2009年3月30日－4月2日  | 3    | 1.93       | 3    | 09-12 |
| 2009年4月6日－4月9日   | 4    | 2.08       | 3    | 13-16 |
| 2009年4月13日－4月16日 | 5    | 1.75       | 4    | 17-20 |
| 2009年4月20日－4月23日 | 6    | 1.84       | 3    | 21-24 |
| 2009年4月27日－4月28日 | 7    | 2.37       | 3    | 25-26 |
| 平均收視               |      |            |      |       |

- 同時段節目：
  - 三立台灣台：《真情滿天下》
  - 民視《娘家》
  - 台視《玻璃鞋／風之畫師／我人生最後的緋聞》
  - 華視：《開封有個包青天／浪漫滿屋》
- 由AGB尼爾森調查，調查範圍是四歲以上收看電視之觀眾。
- 資料來源：中時娛樂、凱絡媒體週報

## 製作團隊
- 製作人：王偉忠、熊鴻斌
- 導演：沈怡、丁仰國
- 副導演：鄭鈞仁
- 監製：吳毓慶、陳一俊
- 編審：張庭翡、蔡姵纓
- 劇本統籌：謝小蜜
- 編劇：謝小蜜、費工怡、彭盛青、黃新高
- 策劃：謝欣恬
- 製片：趙正平
- 執行製作：羅世軒、陳冠廷
- 場記：邱逸萍
- 製作助理：鄒文忻
- 外景攝影：合碼製作、朱思群、管健壯
- 外景燈光：宋偉輝
- 梳化妝：喬苓媛、畢宇雯
- 服裝造型：高秀娟、陳韻淳、楊旻樺
- 工程統籌：龔美富
- 美術指導：曾蘇銘
- 佈景執行：郭鳴忠、王子允
- 場務器材：余志賢、余志龍、曾偉瑞、鄧如松
- 道具陳設：卓群超、謝名家、范仲維、張疆軍
- 技術指導：何宗佑
- 後製統籌：李明華、施源璋
- 剪接：蔡智盛、蘇珮玉
- 後期剪接：黃靖惠、鐘若蘋
- 視覺指導：何當裕
- 動畫設計：三立動畫組、施明駿
- 片頭、尾設計：蔡瑞龍、POLLY
- 美術設計：謝易霖、林俊佑、余書蓓
- 行銷宣傳：劉思銘、廖翎妃、黃靜儀、林智清
- 定裝劇照：陳晉生
- 插畫設計：阿力
- 企宣小組：程芳倩、游煌銘、蘇意嵐、顧惠琴
- 後期製作：施安澤、張詩悠、鄭偉仁
- 動畫小組：郭玟玲、蔣蕓瞳
- 音效：聲動錄音、席裕龍
- 攝影：王建翔、仇志豪、朱華陽、潘銘義、王書鎮、劉彥良
- 燈光：陳威光、王振宇、蘇平祥、邱漢忠、黃聰祥
- 成音：孟兆欣、夏永寧、李孟飛、賴世豪、林齊隆、簡祺恩
- 視訊：陳建良
- 現場指導：林靜良
- 助理導播：陳禹彤
- 導播：龔美富、吳美君

## 外部連結
- （繁體中文）中視 （页面存档备份，存于）官方網站

| 中視無線台 星期一至四20:00～21:30                                       | 中視無線台 星期一至四20:00～21:30    | 中視無線台 星期一至四20:00～21:30 |
| ----------------------------------------------------------------------- | ------------------------------------ | --------------------------------- |
|                                                                         | 老王同學會 （2009.3.16 - 2009.4.28） |                                   |
| 請問芳名 （2009.2.17 - 2009.3.12） 2009.3.16起更改為21：30播出          | 伊甸園之東 （2009.4.29 - 2009.7.21） |                                   |
| 三立都會台 星期日20:00～22:00                                           |                                      |                                   |
| 冒險奇兵 （2005.6.12 - 2009.3.15） (2009.03.21開始改為每周六19：00播出) | 老王同學會 （2009.3.22 - 2009.8.2 ） | 台灣地理雜誌                      |